# Cena Toma Stopparda
Cena Toma Stopparda je literární ocenění původně udělované Nadací Charty 77, od roku 2021 pak Knihovnou Václava Havla. Cena byla založena v roce 1983 ve Stockholmu.
Byla udělována do roku 2016 autorům českého původu za významné esejistické dílo inspirující svým myšlenkovým přínosem. Finančně byla dotována anglickým dramatikem českého původu Tomem Stoppardem částkou 40 000 korun. V roce 2021 byla cena po čtyřleté přestávce obnovena.
V minulosti patřili mezi porotce např. Jitka Bednářová, Václav Cílek, Jana Červenková, Aleš Haman, Martin Pilař, Božena Správcová. Michal Bauer, Pavel Janoušek, Pavel Kosatík, Lubomír Machala, Jan Šulc, Miroslav Balaštík, Petr Hrtánek, Petr Hruška, František Janouch, Stanislav Komárek a Martin Machovec.

## Laureáti
- 1984 – Eva Kantůrková, Mé přítelkyně v domě smutku, a Zdeněk Urbánek, Popaměti
- 1985 – Ivan Martin Jirous, Magorovy labutí písně, a Milan Jungmann, Cesty a rozcestí
- 1986 – Bohumila Grögerová a Josef Hiršal, Let let
- 1987 – Milan Uhde, Pán plamínků
- 1988 – Jáchym Topol, Miluju tě k zbláznění
- 1989 – Zbyněk Hejda, Blízkosti smrti
- 1990 – cena nebyla udělena
- 1991 – Jiří Kratochvil, Medvědí román
- 1992 – cena nebyla udělena
- 1993 – Jan Lopatka, Předpoklady tvorby a Radiojournál v ko(s)mickém věku
- 1994 – Jiří Olič, Čtení o Jakubu Demlovi
- 1995 – Jiří Kovtun, Tajuplná vražda. Případ Leopolda Hilsnera
- 1996 – Sergej Machonin, Příběh se závorkami. Alternativy
- 1997 – Jolana Poláková, Perspektiva naděje
- 1998 – Jiří Pechar, za literárně-kritické a překladatelské dílo
- 1999 – Jana Červenková, Kurs potápění
- 2000 – Karel Kosík, Předpotopní úvahy
- 2001 – Pavel Kosatík, Ferdinand Peroutka, Pozdější život (1938–1978)
- 2002 – Jiří Opelík, Milované řemeslo
- 2003 – Martin Hilský, překlady a interpretace Shakespearových děl
- 2004 – Václav Jamek, Duch v plné práci
- 2005 – Václav Cílek, Makom-Kniha míst a Krajiny vnitřní a vnější
- 2006 – Stanislav Komárek, Leprosárium
- 2007 – Přemysl Rut, Pan Když a slečna Kdyby
- 2008 – Zdeněk Neubauer, O počátku, cestě a znamení časů
- 2009 – Lubomír Martínek, Mýtus o Lynkeovi, a Erik Tabery, Vládneme, nerušit
- 2010 – Petr Rezek, Architektonika a protoarchitektura.
- 2011 – Martin C. Putna, Václav Havel - Duchovní portrét v rámu české kultury 20. století
- 2012 – Jan Vladislav, Otevřený deník
- 2013 – Patrik Ouředník, Svobodný prostor jazyka
- 2014 – A. J. Liehm, Názory tak řečeného Dalimila
- 2015 – Petr Holman, Březiniana II
- 2016 – Sylvie Richterová, Eseje o české literatuře
- 2017–2020 – cena neudělována
- 2021 – Josefína Formanová, Kde končím a kde začínám (a proč je dobré to vědět)
- 2022 – cena nebyla udělena
- 2023 – Marie Iljašenko, Jsem všudezdejší
- 2024 – Vladimír Merta, Mrazivá mystika války